# Automoto
Pour les articles homonymes, voir Automoto (émission de télévision) et Automoto la chaîne.
Pour l'équipe cycliste française existante entre 1910 et 1952, voir Équipe cycliste Automoto.
Automoto est une marque historique française d'automobiles, de motos et de bicyclettes lancée en 1898 à Saint-Étienne.

## Histoire

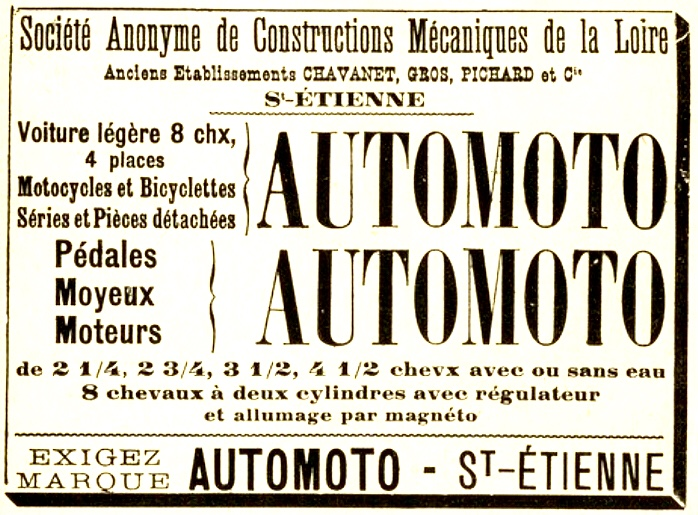
Automoto (1903).

En 1897, Claudius Gros, Goudefer, Pichard, Chavanet et Pégout créent les Ateliers du Forez. L'année suivante est déposée la marque Automoto pour pièces cycle et auto.

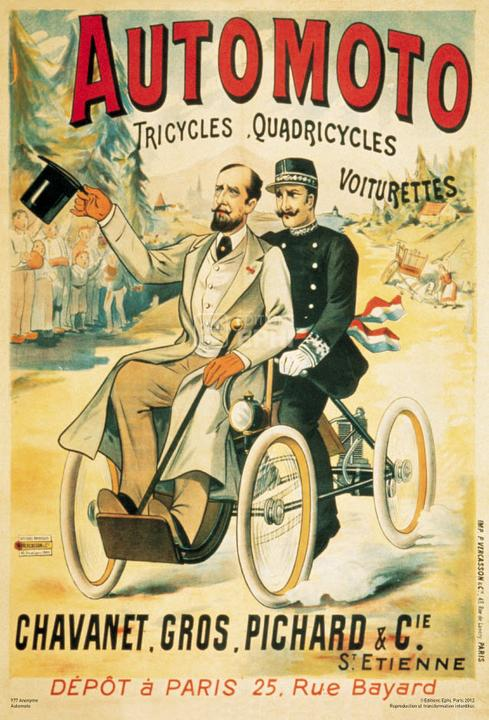
Publicité automoto

Jules-Albert de Dion fait saisir le stand Automoto en plein Salon 1899. Il intente un procès pour plagiat du tricycle De Dion. Le tribunal le déboute en constatant des améliorations par rapport au brevet déposé.
En 1901 est créée la Société anonyme de construction mécanique de la Loire avec le statut définitif de la marque Automoto pour voiturettes, carburateurs et changement de vitesse.
Dès 1903, des voitures de course sont fabriquées et des véhicules Automoto participent à la course de côte de Gaillon en 1905. En 1907, la société est mise en liquidation et la branche automobile est cédée à Pierre Lapertot. L'année suivante, la société redémarre grâce à son bon positionnement sur le marché du cycle et prend l'appellation « Cycles Automoto ». 
La marque équipe des coureurs cyclistes dès les années 1910, et jusqu'au début des années 1950.
Dans les années 30, l'entreprise fait partie des trois plus grosses maisons stéphanoises de cycle avec une production annuelle moyenne de 35 000 à 40 000 machines et compte jusqu'à 480 ouvriers en 1932. 

## Production motos
| Image externe |                                   |
|               | La gamme moto Automoto 1922 -1951 |

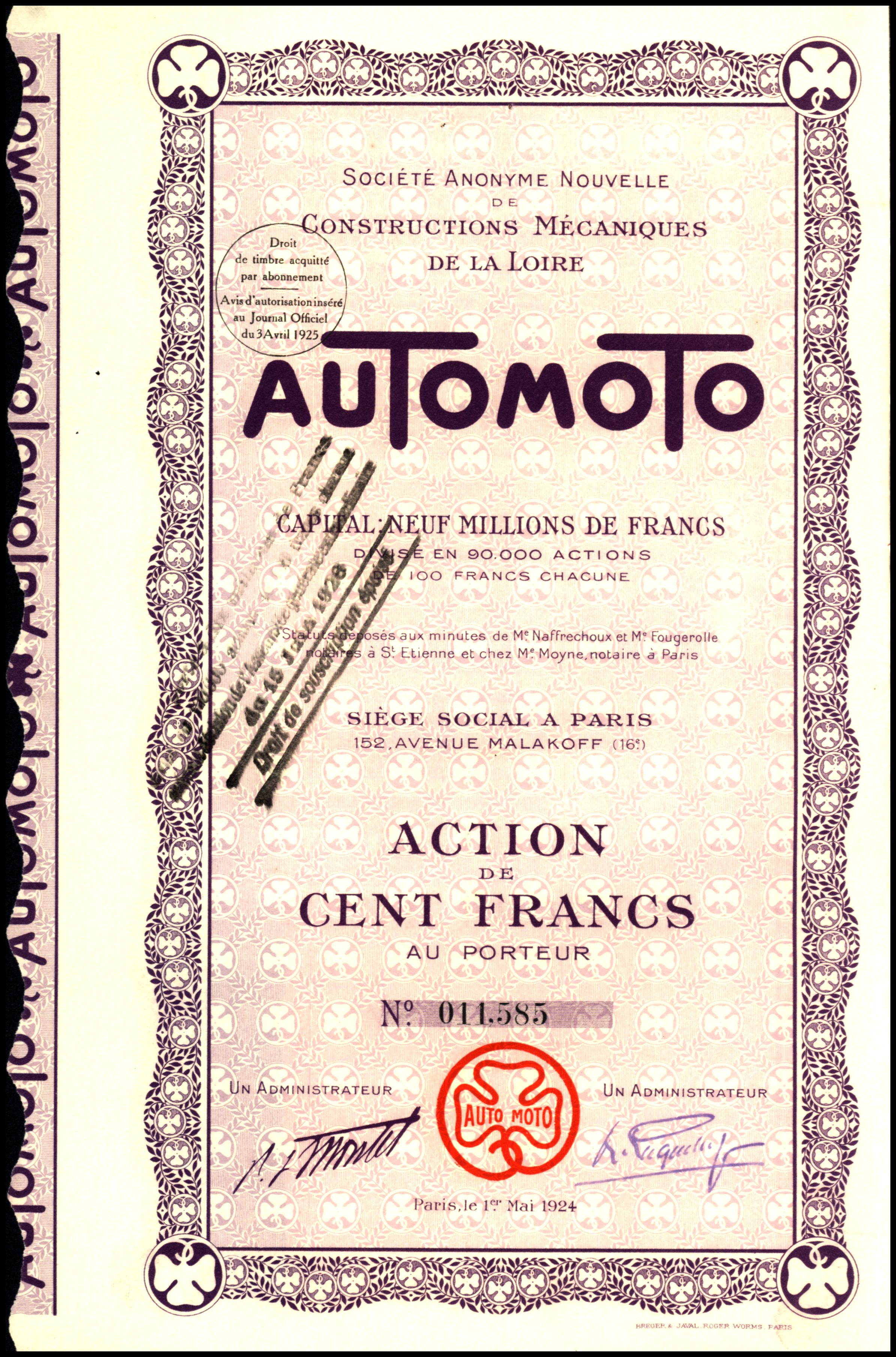
Action de Automoto en date du 1er mai 1924.

Après la première guerre mondiale, Automoto reprend sa production de cycles réputée et revient progressivement à la moto à partir de 1923 avec de petits moteurs deux temps puis des quatre temps de marque Zürcher (nl) en 1927.
À la suite de la crise économique de 1930, la marque Automoto passe dans le giron Peugeot Motocycles tout en gardant son autonomie. L'entreprise se nomme désormais « L'Industrielle du Centre » et produit des modèles Peugeot dans une meilleure finition. En complément elle poursuit le développement de ses propres modèles haut de gamme.
La gamme de modèles jusqu’à la guerre de 1939 utilise des moteurs deux-temps de 100 à 250 cm3 et des quatre temps de 175 à 500 cm3 avec soupapes latérales ou soupapes en tête ou encore arbre à cames en tête de marque Chaise (de). Après 1945, Automoto s’est concentré sur les motos à moteur AMC, avec des unités de 125 à 250 cm3, et Aubier Dunne (nl) à deux temps de différentes cylindrées.
Au cours de son existence Automoto installera également dans ses cadres, en plus de ses propres mécaniques, des moteurs Moser (de), Blackburne (en), JAP, Villiers (en) ou Peugeot.
Au cours de ses dernières années, elle construit ses modèles mais aussi la gamme Terrot, Magnat-Debon et Alcyon dans son usine stéphanoise.
La marque disparaît après absorption définitive par Peugeot en 1962.

## Galerie

Différents modèles d'Automoto.
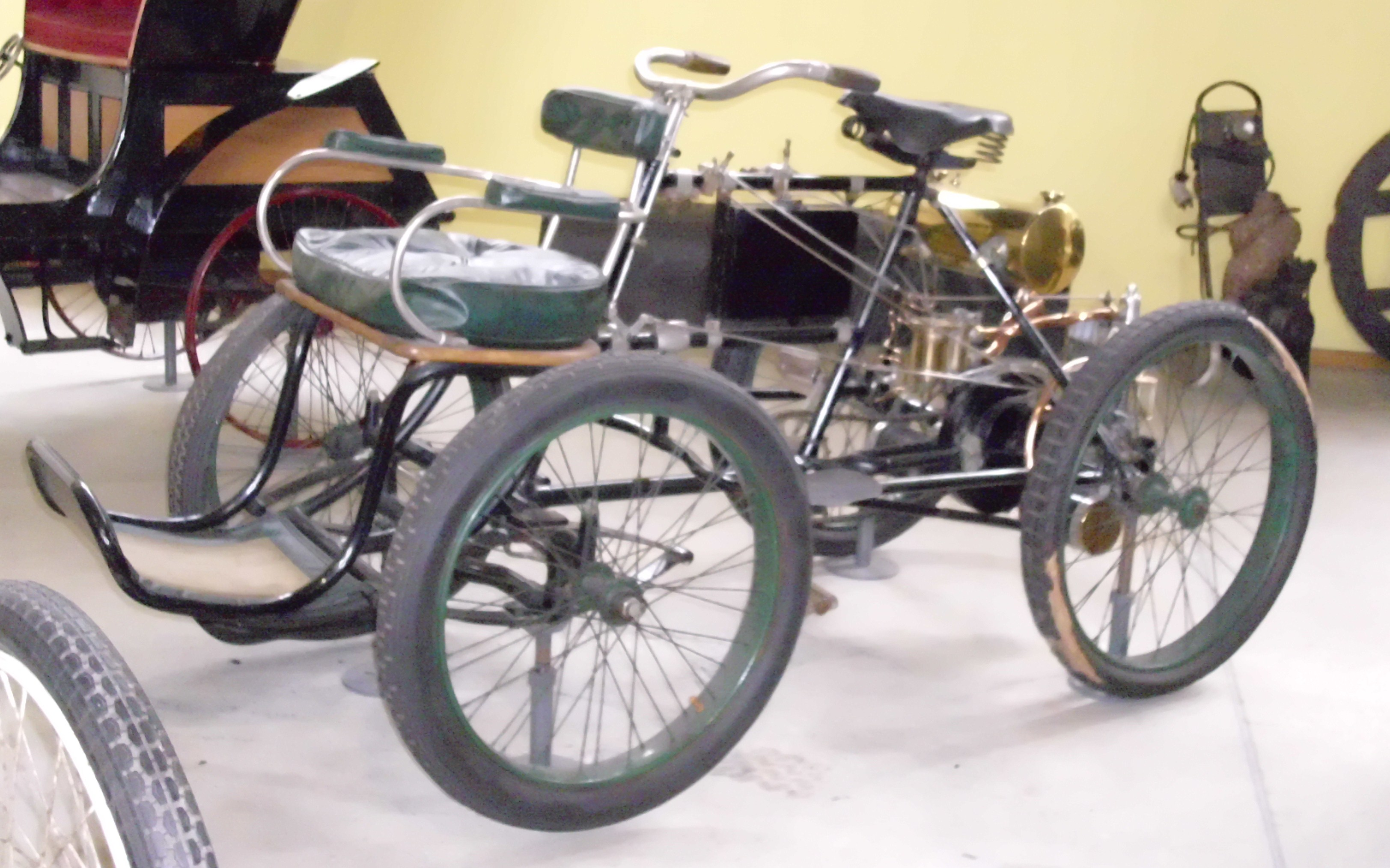
Quadricycle Automoto de 1899.
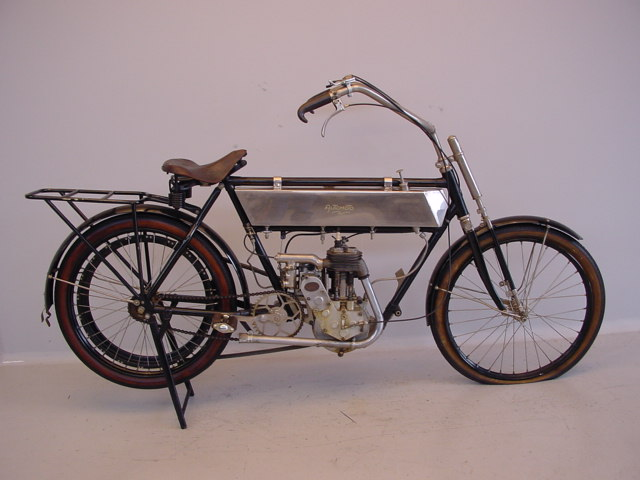
Automoto 3 ch à moteur Moser de 1910.
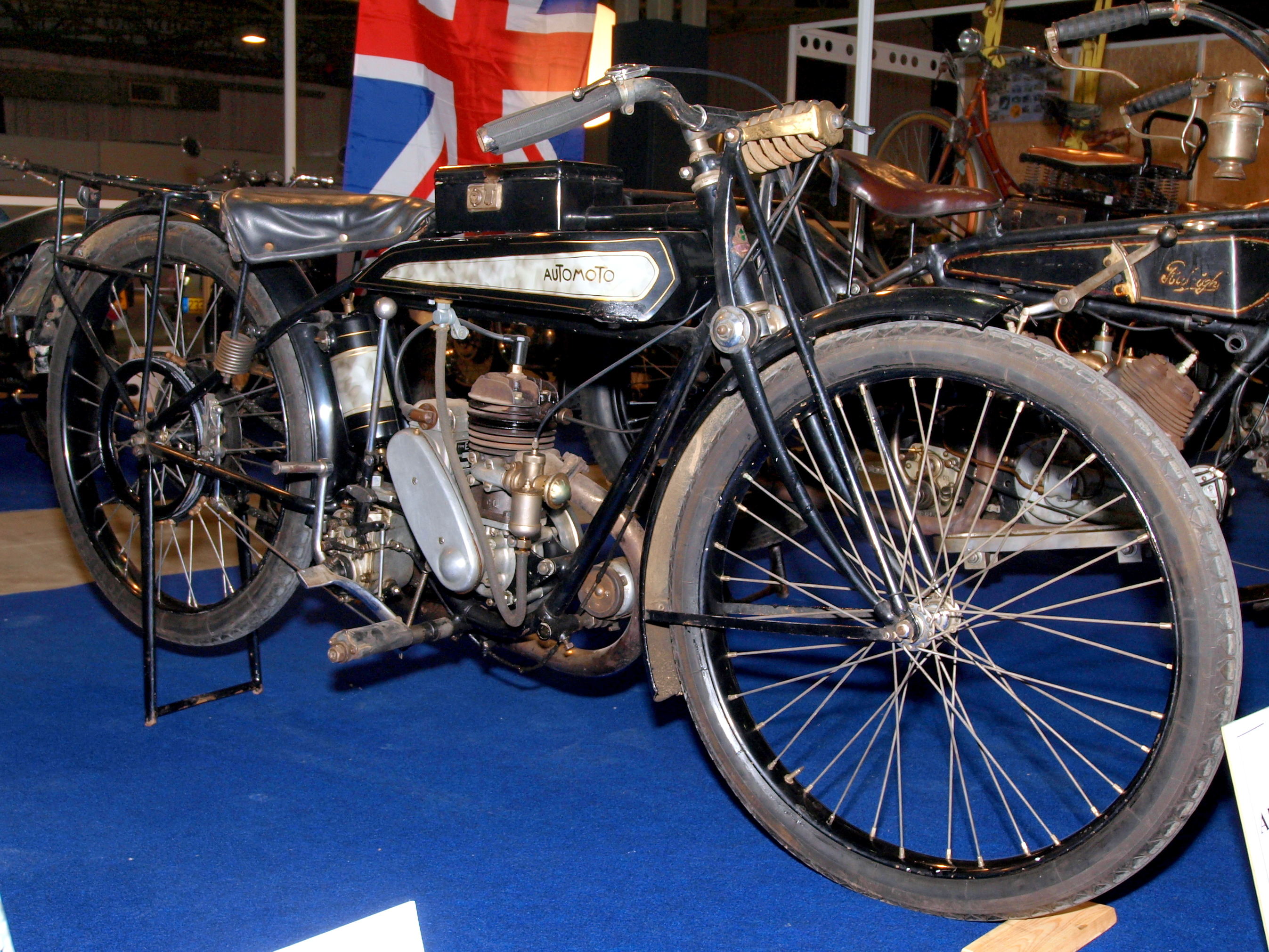
Automoto deux temps 175cc de 1925.
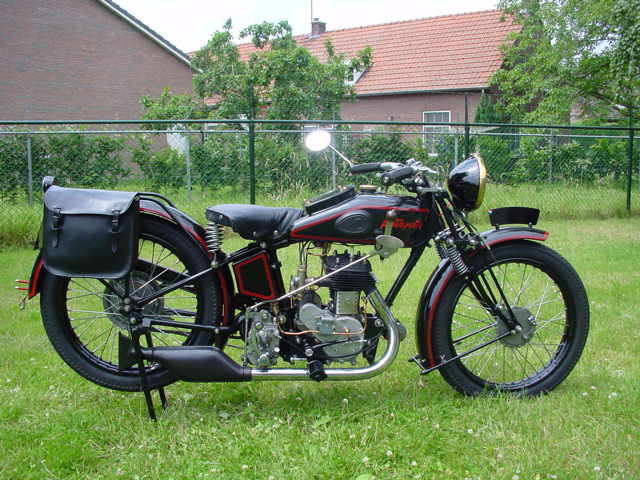
Automoto 250 cc à soupapes latérales de 1929.
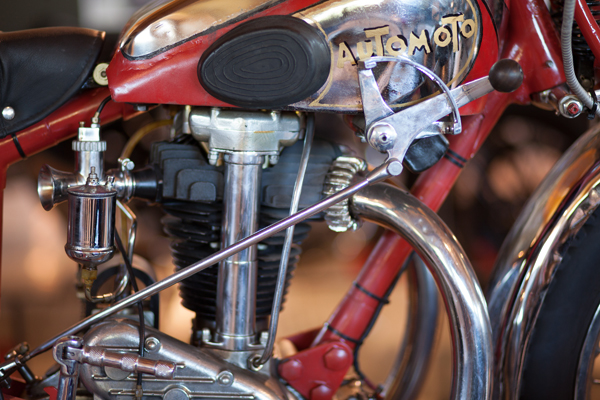
Automoto A18T 350cc de 1931.
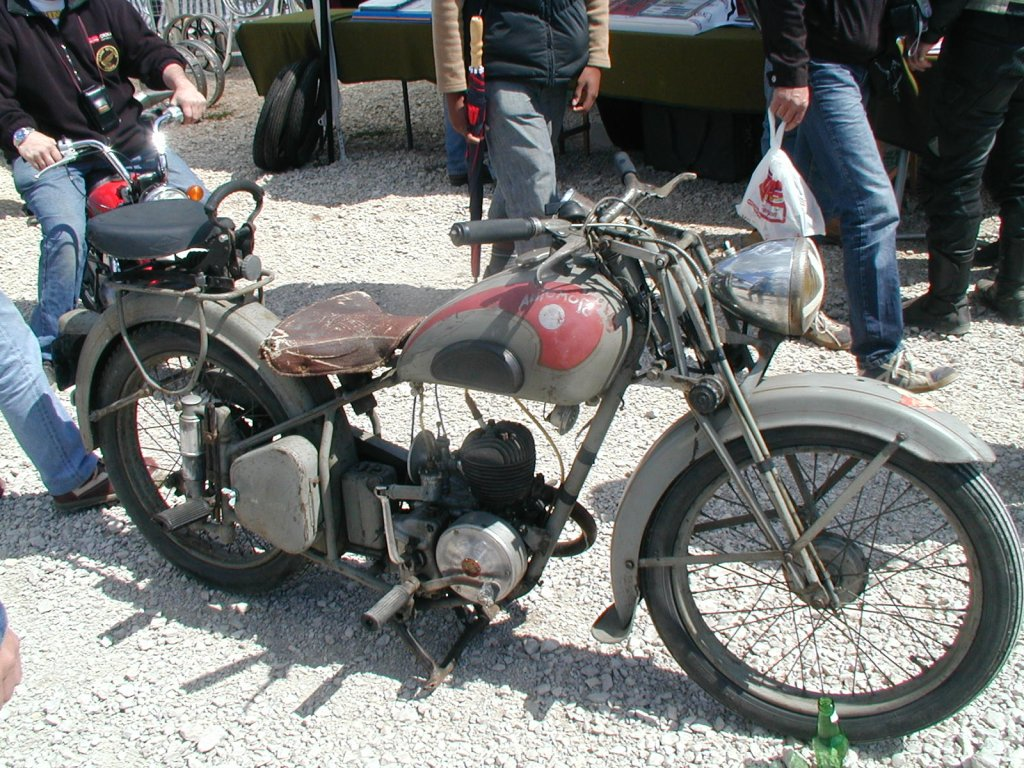
Automoto 125 ld en 1949.